# یواس‌اس اورتالان (ای‌ام-۴۵)
یواس‌اس اورتالان (ای‌ام-۴۵) (به انگلیسی: USS Ortolan (AM-45)) یک زیردریایی بود که طول آن ۱۸۷ فوت ۱۰ اینچ (۵۷٫۲۵ متر) بود. این زیردریایی در سال ۱۹۱۹ ساخته شد.